# Рябов, Пётр Владимирович (скульптор)
Пётр Владимирович Рябов, известный также как Калаганонь Керяз (род. 27 ноября 1964, Подлесная Тавла, Мордовская АССР) — российский скульптор-резчик по дереву из Мордовии, член Союза художников России.

## Биография
Родился в крестьянской семье в деревне Подлесная Тавла (Кочкуровский район Республики Мордовия). Ученик Заслуженного деятеля культуры РСФСР и лауреата государственной премии Мордовии Мастина Н.И. Окончил Напольно-Тавлинскую среднюю школу в 1979 году. Служил в армии в 1980—1982 годах, после работал в Детской художественной школе села Подлесная Тавла, преподавал резьбу по дереву. Параллельно учился в Мордовском государственном университете имени Н.П.Огарёва на филологическом факультете (окончил в 1989 году). Работал в цехе по производству сувениров при министерстве местной промышленности Мордовской АССР и руководил кооперативом «Тавлинский сувенир». 
С 1999 года Рябов возглавляет общественную организацию «Союз тавлинских мастеров "Эрьмезь"», с 2003 года член Союза художников России. Его работы выставляются на всероссийских и международных выставках. Входит в Совет межрегионального движения эрзя и мокша народов, участник множества выставок среди мастеров-резчиков по дереву. В 2006 году по инициативе Петра Рябова был открыт музей «Этно-кудо» им. В. И. Ромашкина, фольклориста и создателя группы народной музыки «Торама», а Рябов стал директором музея. 6 сентября 2011 года по инициативе Рябова прошёл III фестиваль древней эрзянской песни «Зов торамы», посвященный 60-летию фольклориста В.Ромашкина. Проживает в настоящее время в Подлесной Тавле.